# Gouvernement Chahed
République tunisienne
Essid Fakhfakh
Le gouvernement Chahed est le gouvernement de la Tunisie du 27 août 2016 au 27 février 2020. Il succède à celui de Habib Essid.

## Formation
Sa composition est dévoilée le 20 août 2016,.
Le 26 août au soir, les députés de Nidaa Tounes, d'Ennahdha, de l'Union patriotique libre, d'Afek Tounes et du bloc Al Horra accordent leur confiance au gouvernement avec 167 voix pour, 22 contre et cinq abstentions, sur 194 députés présents. Il prête serment le lendemain au palais présidentiel de Carthage.

## Composition initiale

### Chef du gouvernement
| Image | Fonction             |  | Nom            | Parti        |
| ----- | -------------------- |  | -------------- | ------------ |
|       | Chef du gouvernement |  | Youssef Chahed | Nidaa Tounes |

### Ministres
| Image | Portefeuille                                                                            |  | Nom                     | Parti                        |
| ----- | --------------------------------------------------------------------------------------- |  | ----------------------- | ---------------------------- |
|       | Ministre de l'Intérieur                                                                 |  | Hédi Majdoub            | Indépendant                  |
|       | Ministre de la Défense nationale                                                        |  | Farhat Horchani         | Indépendant                  |
|       | Ministre de la Justice                                                                  |  | Ghazi Jeribi            | Indépendant                  |
|       | Ministre des Affaires étrangères                                                        |  | Khemaies Jhinaoui       | Nidaa Tounes                 |
|       | Ministre des Finances                                                                   |  | Lamia Zribi             | Indépendante                 |
|       | Ministre des Affaires religieuses                                                       |  | Abdeljalil Ben Salem    | Indépendant                  |
|       | Ministre du Développement, de l'Investissement et de la Coopération internationale      |  | Fadhel Abdelkefi        | Indépendant                  |
|       | Ministre de l'Éducation nationale                                                       |  | Néji Jalloul            | Nidaa Tounes                 |
|       | Ministre de l'Enseignement supérieur et de la Recherche scientifique                    |  | Slim Khalbous           | Indépendant                  |
|       | Ministre de l'Emploi et de la Formation professionnelle                                 |  | Imed Hammami            | Ennahdha                     |
|       | Ministre de la Santé                                                                    |  | Samira Merai            | Afek Tounes                  |
|       | Ministre des Affaires locales et de l'Environnement                                     |  | Riadh Mouakher          | Afek Tounes                  |
|       | Ministre des Affaires sociales                                                          |  | Mohamed Trabelsi        | Indépendant                  |
|       | Ministre des Affaires culturelles                                                       |  | Mohamed Zine El Abidine | Indépendant                  |
|       | Ministre de la Femme, de la Famille et de l'Enfance                                     |  | Néziha Labidi           | Al Moubadara                 |
|       | Ministre de l'Industrie et du Commerce                                                  |  | Zied Ladhari            | Ennahdha                     |
|       | Ministre de l'Énergie, des Mines et des Énergies renouvelables                          |  | Hela Cheikhrouhou       | Indépendante                 |
|       | Ministre de la Jeunesse et des Sports                                                   |  | Majdouline Cherni       | Nidaa Tounes                 |
|       | Ministre du Transport                                                                   |  | Anis Ghedira            | Nidaa Tounes                 |
|       | Ministre de l'Agriculture, des Ressources hydrauliques et de la Pêche                   |  | Samir Taïeb             | Voie démocratique et sociale |
|       | Ministre de l'Équipement, de l'Habitat et de l'Aménagement territorial                  |  | Mohamed Salah Arfaoui   | Indépendant                  |
|       | Ministre du Tourisme et de l'Artisanat                                                  |  | Selma Elloumi           | Nidaa Tounes                 |
|       | Ministre des Technologies de l'information et de l'Économie numérique                   |  | Anouar Maârouf          | Ennahdha                     |
|       | Ministre de la Fonction publique, de la Gouvernance et de la Lutte contre la corruption |  | Abid Briki              | Indépendant                  |

### Ministres auprès d'un ministre
| Image | Portefeuille |  | Nom               | Parti                                  |
| ----- | --- |  | ----------------- | -------------------------------------- |
|       | Ministre auprès du chef du gouvernement chargé des Relations avec le Parlement                                                                                   |  | Iyed Dahmani      | Al Joumhouri                           |
|       | Ministre auprès du chef du gouvernement chargé des Relations avec les instances constitutionnelles, la société civile et les organisations des droits de l'homme |  | Mehdi Ben Gharbia | Alliance démocratique puis indépendant |

### Secrétaires d'État
| Image | Portefeuille                                                                                             |  | Nom              | Parti        |
| ----- | --- |  | ---------------- | ------------ |
|       | Secrétaire d'État aux Affaires locales, chargé de l'Environnement                                        |  | Chokri Belhassen | Nidaa Tounes |
|       | Secrétaire d'État aux Mines                                                                              |  | Hachem Hmidi     | Nidaa Tounes |
|       | Secrétaire d'État au Commerce                                                                            |  | Fayçal Hafiane   | Nidaa Tounes |
|       | Secrétaire d'État au Transport                                                                           |  | Hichem Ben Ahmed | Afek Tounes  |
|       | Secrétaire d'État auprès du ministre des Finances                                                        |  | Mabrouk Korchid  | Indépendant  |
|       | Secrétaire d'État auprès de la ministre de la Jeunesse et des Sports, chargée de la Jeunesse             |  | Faten Kallel     | Afek Tounes  |
|       | Secrétaire d'État chargé des Sports                                                                      |  | Imed Jabri       | Nidaa Tounes |
|       | Secrétaire d'État chargé de l'Économie numérique                                                         |  | Habib Debbabi    | Ennahdha     |
|       | Secrétaire d'État chargé de la Recherche scientifique                                                    |  | Khalil Amiri     | Ennahdha     |
|       | Secrétaire d'État chargé de la Production agricole                                                       |  | Omar Béhi        | Indépendant  |
|       | Secrétaire d'État à la Formation professionnelle, chargée de l'Initiative privée                         |  | Sayida Ounissi   | Ennahdha     |
|       | Secrétaire d'État auprès du ministre des Affaires étrangères                                             |  | Sabri Bachtobji  | Indépendant  |
|       | Secrétaire d'État auprès du ministre de l'Agriculture, chargé des Ressources hydrauliques et de la Pêche |  | Abdallah Rabhi   | Indépendant  |
|       | Secrétaire d'État chargé de l'Immigration et des Tunisiens à l'étranger                                  |  | Radhouane Ayara  | Nidaa Tounes |

## Remaniement du 6 septembre 2017
Le 6 septembre 2017, Youssef Chahed annonce un remaniement ministériel portant sur dix portefeuilles et la création d'un ministère des Grandes réformes, en plus de la séparation des ministères de l'Industrie et du Commerce et l'élèvement du secrétariat d'État aux Domaines de l'État au rang de ministère. Le nombre de ministres passe de 25 à 28. D'anciens ministres font leur retour au gouvernement comme Slim Chaker, Abdelkrim Zbidi, Ridha Chalghoum et Hatem Ben Salem. Sept ministres sont nommés dont quatre nouveaux — Khaled Kaddour, Lotfi Brahem, Taoufik Rajhi et Faouzi Abderrahmane — et trois secrétaires d'État promus au rang de ministres (Omar Béhi, Radhouane Ayara et Mabrouk Korchid).
Le nombre de secrétaires d'État passe de quatorze à quinze en enregistrant le départ de deux personnalités — Abdellatif Hmam dont le départ est exigé par Nidaa Tounes et Faten Kallel remplacée au même poste par un membre de son parti — et la promotion de trois autres. Six nouveaux secrétaires d'État sont nommés dont deux parrainés par Machrouu Tounes qui promet de soutenir le gouvernement sans y être représenté directement.
Les nouveaux ministres obtiennent la confiance de l'Assemblée des représentants du peuple le 11 septembre et prêtent serment le lendemain.

### Chef du gouvernement
| Image | Fonction             |  | Nom            | Parti        |
| ----- | -------------------- |  | -------------- | ------------ |
|       | Chef du gouvernement |  | Youssef Chahed | Nidaa Tounes |

### Ministres
| Image | Portefeuille                                                                       |  | Nom                     | Parti                         |
| ----- | ---------------------------------------------------------------------------------- |  | ----------------------- | ----------------------------- |
|       | Ministre de l'Intérieur                                                            |  | Lotfi Brahem            | Indépendant                   |
|       | Ministre de la Défense nationale                                                   |  | Abdelkrim Zbidi         | Indépendant                   |
|       | Ministre des Affaires étrangères                                                   |  | Khemaies Jhinaoui       | Nidaa Tounes                  |
|       | Ministre de la Justice                                                             |  | Ghazi Jeribi            | Indépendant                   |
|       | Ministre des Finances                                                              |  | Ridha Chalghoum         | Indépendant puis Nidaa Tounes |
|       | Ministre des Affaires religieuses                                                  |  | Ahmed Adhoum            | Indépendant                   |
|       | Ministre du Développement, de l'Investissement et de la Coopération internationale |  | Zied Ladhari            | Ennahdha                      |
|       | Ministre de l'Éducation nationale                                                  |  | Hatem Ben Salem         | Indépendant puis Nidaa Tounes |
|       | Ministre de l'Enseignement supérieur et de la Recherche scientifique               |  | Slim Khalbous           | Indépendant                   |
|       | Ministre de l'Emploi et de la Formation professionnelle                            |  | Faouzi Abderrahmane     | Afek Tounes                   |
|       | Ministre de la Santé                                                               |  | Slim Chaker             | Nidaa Tounes                  |
|       | Ministre des Affaires locales et de l'Environnement                                |  | Riadh Mouakher          | Afek Tounes                   |
|       | Ministre des Affaires sociales                                                     |  | Mohamed Trabelsi        | Indépendant                   |
|       | Ministre des Affaires culturelles                                                  |  | Mohamed Zine El Abidine | Indépendant puis Nidaa Tounes |
|       | Ministre de la Femme, de la Famille et de l'Enfance                                |  | Néziha Labidi           | Al Moubadara                  |
|       | Ministre du Commerce                                                               |  | Omar Béhi               | Indépendant                   |
|       | Ministre de l'Industrie et des PME                                                 |  | Imed Hammami            | Ennahdha                      |
|       | Ministre de l'Énergie, des Mines et des Énergies renouvelables                     |  | Khaled Kaddour          | Indépendant                   |
|       | Ministre de la Jeunesse et des Sports                                              |  | Majdouline Cherni       | Nidaa Tounes                  |
|       | Ministre du Transport                                                              |  | Radhouane Ayara         | Nidaa Tounes                  |
|       | Ministre des Domaines de l'État                                                    |  | Mabrouk Korchid         | Indépendant                   |
|       | Ministre de l'Agriculture, des Ressources hydrauliques et de la Pêche              |  | Samir Taïeb             | Voie démocratique et sociale  |
|       | Ministre de l'Équipement, de l'Habitat et de l'Aménagement territorial             |  | Mohamed Salah Arfaoui   | Indépendant                   |
|       | Ministre du Tourisme et de l'Artisanat                                             |  | Selma Elloumi           | Nidaa Tounes                  |
|       | Ministre des Technologies de l'information et de l'Économie numérique              |  | Anouar Maârouf          | Ennahdha                      |

### Ministres auprès d'un ministre
| Image | Portefeuille |  | Nom               | Parti        |
| ----- | --- |  | ----------------- | ------------ |
|       | Ministre auprès du chef du gouvernement chargé des Relations avec le Parlement                                                                                   |  | Iyed Dahmani      | Al Joumhouri |
|       | Ministre auprès du chef du gouvernement chargé des Relations avec les instances constitutionnelles, la société civile et les organisations des droits de l'homme |  | Mehdi Ben Gharbia | Indépendant  |
|       | Ministre auprès du chef du gouvernement chargé des Grandes réformes                                                                                              |  | Taoufik Rajhi     | Indépendant  |

### Secrétaires d'État
| Image | Portefeuille |  | Nom                   | Parti                         |
| ----- | --- |  | --------------------- | ----------------------------- |
|       | Secrétaire d'État aux Affaires locales, chargé de l'Environnement                                                 |  | Chokri Belhassen      | Nidaa Tounes                  |
|       | Secrétaire d'État aux Mines                                                                                       |  | Hachem Hmidi          | Nidaa Tounes                  |
|       | Secrétaire d'État chargé des Sports                                                                               |  | Imed Jabri            | Nidaa Tounes                  |
|       | Secrétaire d'État chargé de l'Économie numérique                                                                  |  | Habib Debbabi         | Ennahdha                      |
|       | Secrétaire d'État chargé de la Recherche scientifique                                                             |  | Khalil Amiri          | Ennahdha                      |
|       | Secrétaire d'État à la Formation professionnelle, chargée de l'Initiative privée                                  |  | Sayida Ounissi        | Ennahdha                      |
|       | Secrétaire d'État auprès du ministre des Affaires étrangères                                                      |  | Sabri Bachtobji       | Indépendant                   |
|       | Secrétaire d'État auprès du ministre de l'Agriculture, chargé des Ressources hydrauliques et de la Pêche          |  | Abdallah Rabhi        | Indépendant                   |
|       | Secrétaire d'État auprès du ministre du Transport                                                                 |  | Sarra Rejeb           | Indépendante                  |
|       | Secrétaire d'État auprès du ministre des Affaires étrangères, chargé de la Diplomatie économique                  |  | Hatem Ferjani         | Nidaa Tounes                  |
|       | Secrétaire d'État auprès du ministre de l'Industrie et des PME                                                    |  | Slim Feriani          | Indépendant puis Nidaa Tounes |
|       | Secrétaire d'État auprès du ministre du Commerce, chargé du Commerce extérieur                                    |  | Hichem Ben Ahmed      | Afek Tounes                   |
|       | Secrétaire d'État auprès du ministre de la Santé                                                                  |  | Sonia Ben Cheikh      | Indépendante                  |
|       | Secrétaire d'État auprès du ministre des Affaires sociales, chargé de l'Immigration et des Tunisiens à l'étranger |  | Adel Jarboui          | Nidaa Tounes                  |
|       | Secrétaire d'État auprès du ministre de la Jeunesse et des Sports, chargé de la Jeunesse                          |  | Abdelkoddous Saâdaoui | Afek Tounes                   |

## Remaniement du 5 novembre 2018
Le 5 novembre 2018, Youssef Chahed annonce un remaniement ministériel marqué par la nomination de huit nouveaux ministres (Mohamed Karim El Jamoussi, Kamel Morjane, Abderraouf Cherif qui devient ministre de la Santé, Mokhtar Hammami, Hédi Mekni, René Trabelsi, Noureddine Selmi et Mohamed Fadhel Mahfoudh) et le départ de Ghazi Jeribi, Imed Hammami, Riadh Mouakher, Mabrouk Korchid, Majdouline Cherni, Faouzi Abderrahmane, Selma Elloumi, Mohamed Salah Arfaoui et Mehdi Ben Gharbia ; cinq sortants reçoivent de nouvelles attributions (Sonia Ben Cheikh, Sayida Ounissi, Hichem Ben Ahmed, Radhouane Ayara et Chokri Belhassen). Trois secrétaires d'État (Ahmed Gaâloul, Samir Bechouel et Basma Jebali) font également leur entrée alors que Habib Debbabi et Adel Jarboui voient leurs attributions changer. Cette liste est rejetée par le président Béji Caïd Essebsi qui avance un manque de concertation,.

### Chef du gouvernement
| Image | Fonction             |  | Nom            | Parti                          |
| ----- | -------------------- |  | -------------- | ------------------------------ |
|       | Chef du gouvernement |  | Youssef Chahed | Nidaa Tounes puis Tahya Tounes |

### Ministres
| Image | Portefeuille                                                                                            |  | Nom                       | Parti                                          |
| ----- | --- |  | ------------------------- | ---------------------------------------------- |
|       | Ministre de l'Intérieur                                                                                 |  | Hichem Fourati            | Indépendant                                    |
|       | Ministre de la Justice                                                                                  |  | Mohamed Karim El Jamoussi | Indépendant                                    |
|       | Ministre de la Défense nationale                                                                        |  | Abdelkrim Zbidi           | Indépendant                                    |
|       | Ministre des Affaires étrangères                                                                        |  | Khemaies Jhinaoui         | Nidaa Tounes                                   |
|       | Ministre des Finances                                                                                   |  | Ridha Chalghoum           | Nidaa Tounes                                   |
|       | Ministre du Commerce                                                                                    |  | Omar Béhi                 | Indépendant                                    |
|       | Ministre de la Fonction publique et de la Modernisation de l'administration et des politiques publiques |  | Kamel Morjane             | Al Moubadara puis Tahya Tounes                 |
|       | Ministre du Développement, de l'Investissement et de la Coopération internationale                      |  | Zied Ladhari              | Ennahdha                                       |
|       | Ministre de l'Industrie et des PME                                                                      |  | Slim Feriani              | Nidaa Tounes puis Tahya Tounes                 |
|       | Ministre de l'Emploi et de la Formation professionnelle                                                 |  | Sayida Ounissi            | Ennahdha                                       |
|       | Ministre du Tourisme et de l'Artisanat                                                                  |  | René Trabelsi             | Indépendant                                    |
|       | Ministre de l'Éducation nationale                                                                       |  | Hatem Ben Salem           | Nidaa Tounes                                   |
|       | Ministre de l'Enseignement supérieur et de la Recherche scientifique                                    |  | Slim Khalbous             | Indépendant                                    |
|       | Ministre de la Santé                                                                                    |  | Abderraouf Cherif         | Machrouu Tounes                                |
|       | Ministre des Affaires culturelles                                                                       |  | Mohamed Zine El Abidine   | Nidaa Tounes puis indépendant                  |
|       | Ministre de la Jeunesse et des Sports                                                                   |  | Sonia Ben Cheikh          | Nidaa Tounes puis Tahya Tounes                 |
|       | Ministre de la Femme, de la Famille et de l'Enfance                                                     |  | Néziha Labidi             | Al Moubadara puis Tahya Tounes                 |
|       | Ministre des Affaires sociales                                                                          |  | Mohamed Trabelsi          | Indépendant                                    |
|       | Ministre du Transport                                                                                   |  | Hichem Ben Ahmed          | Nidaa Tounes puis Tahya Tounes                 |
|       | Ministre des Domaines de l'État                                                                         |  | Hédi Mekni                | Nidaa Tounes puis Tahya Tounes                 |
|       | Ministre des Affaires locales et de l'Environnement                                                     |  | Mokhtar Hammami           | Indépendant                                    |
|       | Ministre de l'Agriculture, des Ressources hydrauliques et de la Pêche                                   |  | Samir Taïeb               | Voie démocratique et sociale puis Tahya Tounes |
|       | Ministre de l'Équipement, de l'Habitat et de l'Aménagement territorial                                  |  | Noureddine Selmi          | Indépendant                                    |
|       | Ministre des Technologies de l'information et de l'Économie numérique                                   |  | Anouar Maârouf            | Ennahdha                                       |
|       | Ministre des Affaires religieuses                                                                       |  | Ahmed Adhoum              | Indépendant                                    |

### Ministres auprès d'un ministre
| Image | Portefeuille |  | Nom                     | Parti                          |
| ----- | --- |  | ----------------------- | ------------------------------ |
|       | Ministre auprès du chef du gouvernement chargé des Relations avec le Parlement                                                                                   |  | Iyed Dahmani            | Indépendant                    |
|       | Ministre auprès du chef du gouvernement chargé de l'Émigration et des Tunisiens à l'étranger                                                                     |  | Radhouane Ayara         | Nidaa Tounes                   |
|       | Ministre auprès du chef du gouvernement chargé des Relations avec les instances constitutionnelles, la société civile et les organisations des droits de l'homme |  | Mohamed Fadhel Mahfoudh | Machrouu Tounes                |
|       | Ministre auprès du chef du gouvernement chargé des Grandes réformes                                                                                              |  | Taoufik Rajhi           | Indépendant                    |
|       | Ministre auprès du chef du gouvernement chargé de l'Économie sociale et solidaire                                                                                |  | Chokri Belhassen        | Nidaa Tounes puis Tahya Tounes |

### Secrétaires d'État
| Image | Portefeuille                                                                                             |  | Nom                   | Parti                         |
| ----- | --- |  | --------------------- | ----------------------------- |
|       | Secrétaire d'État chargé des Sports                                                                      |  | Ahmed Gaâloul         | Ennahdha                      |
|       | Secrétaire d'État auprès du ministre de l'Industrie et des PME                                           |  | Habib Debbabi         | Ennahdha                      |
|       | Secrétaire d'État chargé de la Recherche scientifique                                                    |  | Khalil Amiri          | Ennahdha                      |
|       | Secrétaire d'État auprès du ministre des Affaires locales et de l'Environnement                          |  | Basma Jebali          | Ennahdha                      |
|       | Secrétaire d'État auprès du ministre des Affaires étrangères                                             |  | Sabri Bachtobji       | Indépendant                   |
|       | Secrétaire d'État auprès du ministre de l'Agriculture, chargé des Ressources hydrauliques et de la Pêche |  | Abdallah Rabhi        | Indépendant                   |
|       | Secrétaire d'État auprès du ministre du Transport                                                        |  | Adel Jarboui          | Nidaa Tounes                  |
|       | Secrétaire d'État auprès du ministre des Affaires étrangères, chargé de la Diplomatie économique         |  | Hatem Ferjani         | Nidaa Tounes                  |
|       | Secrétaire d'État auprès du ministre du Commerce, chargé du Commerce intérieur                           |  | Samir Bechouel        | Machrouu Tounes               |
|       | Secrétaire d'État auprès du ministre de la Jeunesse et des Sports, chargé de la Jeunesse                 |  | Abdelkoddous Saâdaoui | Afek Tounes puis Tahya Tounes |

## Autres mouvements
Le ministre des Affaires religieuses, Abdeljalil Ben Salem, est limogé le 4 novembre 2016 pour « atteinte aux fondamentaux et aux principes de la diplomatie tunisienne » après des propos liant le wahhabisme saoudien et le terrorisme ; le ministre de la Justice Ghazi Jeribi le remplace à titre intérimaire.
Fin février 2017, Abid Briki annonce qu'il souhaite démissionner de son poste de ministre de la Fonction publique et de la Gouvernance. Le chef du gouvernement Youssef Chahed anticipe en le limogeant car, selon lui, il aurait « dérogé aux coutumes et usages en vigueur ». Il effectue, le 25 février, un remaniement ministériel touchant deux ministères et un secrétariat d'État : Khalil Ghariani remplace Briki au poste de ministre de la Fonction publique et de la Gouvernance, Ahmed Adhoum devient ministre des Affaires religieuses tandis qu'Abdellatif Hmam, directeur général de l'Office national du tourisme tunisien, succède à Fayçal Hafiane comme secrétaire d'État chargé du Commerce. Certaines voix s'élèvent alors pour dénoncer ce qu'ils pensent être « une victoire pour le parti Ennahdha » car ils estiment que les personnalités nommées lui sont proches. Ghariani refusant d'occuper son poste, Chahed annonce, le 3 mars, la suppression du ministère de la Fonction publique et de la Gouvernance,.
Le 30 avril 2017, la ministre des Finances, Lamia Zribi, et le ministre de l'Éducation, Néji Jalloul, sont limogés et remplacés à titre intérimaire par le ministre du Développement, de l'Investissement et de la Coopération internationale, Fadhel Abdelkefi, et le ministre de l'Enseignement supérieur et de la Recherche scientifique, Slim Khalbous.
Le ministre de la Santé publique, Slim Chaker, meurt le 8 octobre 2017 à l'hôpital militaire de Tunis à la suite d'une attaque cardiaque, après sa participation au marathon de l'organisation Nourane, pour la promotion de la lutte contre le cancer du sein,. Il est remplacé, par intérim, par le ministre des Affaires sociales Mohamed Trabelsi. Le 18 novembre, Imed Hammami, ministre de l'Industrie et des PME, est nommé ministre de la Santé publique, tandis que son secrétaire d'État Slim Feriani reprend son portefeuille,.
Le 6 juin 2018, le ministre de l'Intérieur Lotfi Brahem est limogé et remplacé par Ghazi Jeribi à titre intérimaire, avant que Hichem Fourati ne soit nommé officiellement le 24 juillet. Il prête serment le 30 juillet.
Le 14 juillet, le ministre auprès du chef du gouvernement chargé des Relations avec les instances constitutionnelles, la société civile et les organisations des droits de l'homme, Mehdi Ben Gharbia, remet sa démission.
Le 6 août, l'ancien chef du gouvernement Habib Essid est nommé ministre, conseiller spécial auprès du président de la République tunisienne chargé des Affaires politiques.
Le 31 août, le ministère de l'Énergie et des Mines est rattaché au ministère de l'Industrie et des PME.
Le 10 mars 2019, Sonia Ben Cheikh est nommée ministre de la Santé par intérim après la démission d'Abderraouf Cherif.
Le 29 octobre, le ministre de la Défense Abdelkrim Zbidi, le ministre des Affaires étrangères Khemaies Jhinaoui, et le secrétaire d'État Hatem Ferjani sont limogés et remplacés par intérim, respectivement par Mohamed Karim El Jamoussi et Sabri Bachtobji.
Le 8 novembre, un communiqué annonce la désignation par intérim des ministres suivants : Ridha Chalghoum à la tête du ministère du Développement, de l'Investissement et de la Coopération internationale, René Trabelsi à la tête du ministère du Transport, Taoufik Rajhi à la tête du ministère de l'Emploi et de la Formation professionnelle et Radhouane Ayara à la tête du ministère des Domaines de l'État et des Affaires foncières.
Le 14 décembre, la présidence du gouvernement annonce la démission du ministre de l'Enseignement supérieur et de la Recherche scientifique, Slim Khalbous, et décide de charger le ministre de l'Éducation, Hatem Ben Salem, de l'intérim.

## Gouvernement d'affaires courantes
À la suite des élections législatives de 2019, le nouveau président de la République, Kaïs Saïed, charge Youssef Chahed le 15 novembre 2019 d'expédier les affaires courantes en attendant la nomination d'un nouveau gouvernement. Le 10 janvier 2020, l'Assemblée des représentants du peuple rejette le gouvernement proposé par Habib Jemli. Le 27 février, elle confirme le gouvernement Fakhfakh, mettant ainsi un terme au mandat du gouvernement Chahed.

## Féminisation du gouvernement
Le gouvernement compte originellement huit femmes sur quarante membres : Lamia Zribi, première femme à occuper la fonction de ministre des Finances et ce jusqu'au 30 avril 2017, Samira Merai, ministre de la Santé publique jusqu'au 12 septembre 2017, Néziha Labidi, ministre de la Femme, de la Famille et de l'Enfance, Hela Cheikhrouhou, ministre de l'Énergie, des Mines et des Énergies renouvelables jusqu'au 12 septembre 2017, Majdouline Cherni, première femme à occuper la fonction de ministre de la Jeunesse et des Sports, Selma Elloumi, qui reste ministre du Tourisme et de l'Artisanat, Faten Kallel, secrétaire d'État auprès de la ministre de la Jeunesse et des Sports chargée de la Jeunesse jusqu'au 12 septembre 2017, et Sayida Ounissi, secrétaire d'État à la Formation professionnelle chargée de l'Initiative privée.
Le 12 septembre 2017, Sarra Rejeb devient secrétaire d'État auprès du ministre du Transport et Sonia Ben Cheikh secrétaire d'État auprès du ministre de la Santé publique, réduisant ainsi le nombre de femmes à six. Le 5 novembre 2018, Selma Elloumi, Majdouline Cherni et Sarra Rejeb quittent le gouvernement alors que Basma Jebali fait son entrée comme secrétaire d'État auprès du ministre des Affaires locales et de l'Environnement, portant le nombre de femmes à quatre ; Sayida Ounissi devient ministre de l'Emploi et de la Formation professionnelle et Sonia Ben Cheikh ministre de la Jeunesse et des Sports.